# Æthelmod
Æthelmod († zwischen 789 und 794) war Bischof von Sherborne. Er wurde zwischen 766 und 774 zum Bischof geweiht und trat sein Amt im gleichen Zeitraum an. Er starb zwischen 789 und 794.